# Blumenau
Blumenau je grad u Brazilu. Nalazi se u saveznoj državi Santa Catarina. Prema procjeni iz 2007. u gradu je živjelo 292.972 stanovnika.

## Stanovništvo
Prema procjeni iz 2007. u gradu je živjelo 292.972 stanovnika.
| 1991.   | 2000.   |
| ------- | ------- |
| 212.025 | 261.808 |

## Vanjske poveznice
- Službena stranica
- Informational site for tourism and business people
- Oktoberfest Blumenau